# Velbloudí maso

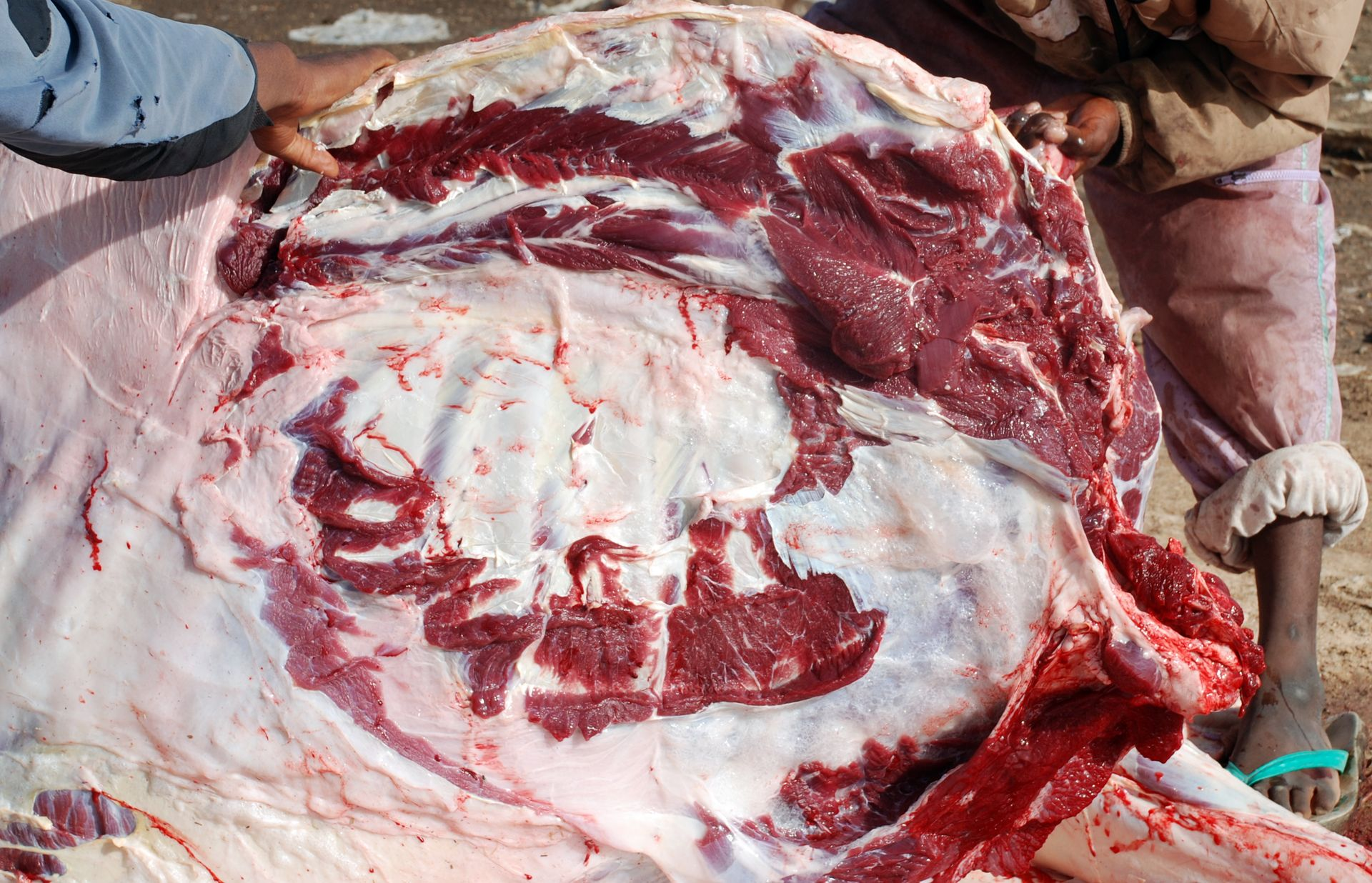
Velbloudí maso

Velbloudí maso je druh masa pocházející z velblouda jednohrbého (Camelus dromedarius) a v menší míře velblouda dvouhrbého (Camelus bactrianus). S výjimkou hrbu má velbloudí maso velmi nízký obsah tuku. Každý rok je celosvětově poraženo přibližně 3,3 miliony velbloudů.

## Historie
Velbloudí maso je konzumováno po staletí. Velbloudy používali nomádi v Africe, Asii a v Orientu jako tažná zvířata, ale tradičně byli poráženi pouze tehdy, když byli příliš zranění nebo staří. Pro mnoho kmenů bylo vlastnictví velbloudů synonymem bohatství a prestiže, takže konzumace masa zdravých velbloudů byla tabu. Starověcí řečtí spisovatelé zaznamenali podávání pokrmů z velbloudího masa během banketů ve starověké Persii, kdy byli velbloudi obvykle pečení vcelku. Římský císař Heliogabalus si také podle dochovaných historických pramenů pochutnával na velbloudím mase.

## Charakteristika
Tělesná hmotnost samce dromedára dosahuje 300 až 400 kg, zatímco tělesná hmotnost samce velblouda dvouhrbého může dosahovat až 650 kg. Jateční váha samice dromedára je nižší než samce a pohybuje se mezi 250 a 350 kg. U dromedára tvoří maso 50 až 76 % tělesné hmotnosti, u velblouda dvouhrbého 35 až 50 %. Mezi preferované části patří žebra, bederní oblast a hrb, který je považován za pochoutku, neboť obsahuje "bílý a nezdravě chutný tuk", který lze použít k výrobě khli (konzervovaného masa). Takto se konzervuje maso skopové, hovězí nebo velbloudí. Velbloudí maso a mléko jsou bohaté na bílkoviny, vitamíny, glykogen a další živiny. Chuť velbloudího masa je popisována jako podobná hovězímu masu, ale maso starých jedinců může být houževnaté. Čím déle se velbloudí maso vaří, tím se stává křehčím.

## Použití a produkce

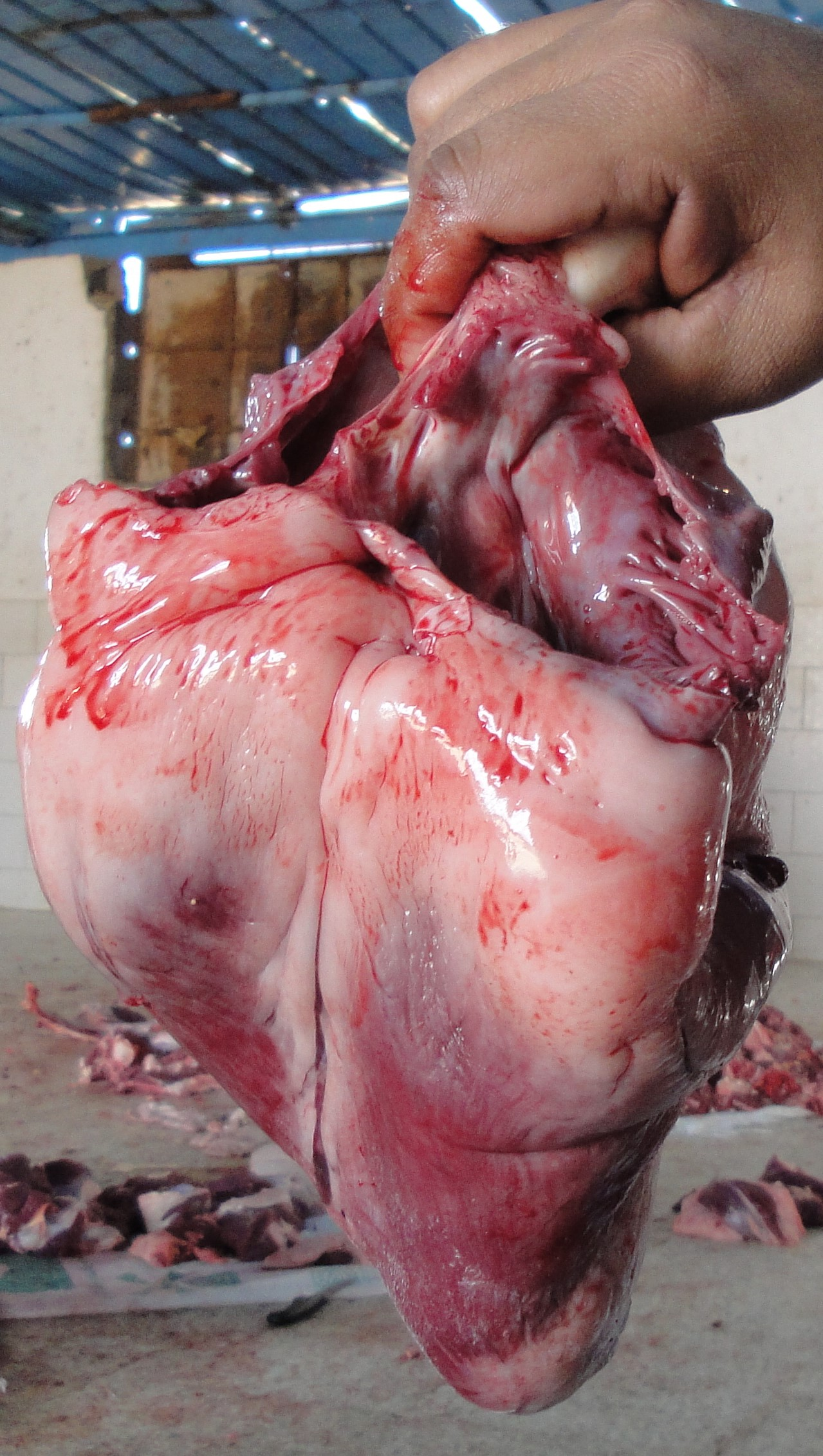
Velbloudí srdce

Velbloudí maso se konzumuje v oblastech jako je Eritrea, Somálsko, Džibutsko, Saúdská Arábie, Egypt, Sýrie, Libye, Súdán, Etiopie či Kazachstán. Konzumuje se i v dalších suchých oblastech, kde mohou být alternativní formy živočišných bílkovin omezené nebo kde má konzumace velbloudího masa dlouhou tradici. V Súdánu se velbloudi porážejí pouze při zvláštních příležitostech. V Somálsku se však velbloudí maso konzumuje častěji a existují zde i specializovaná řeznictví. Obecně jsou však v Africe preferovány jiné druhy masa, částečně kvůli poněkud suché konzistenci velbloudího masa a jeho specifické chuti. V Západní Sahaře se velbloudi jako tažná zvířata používají jen okrajově, velbloudi tu jsou chováni především pro maso.
V některých oblastech se konzumuje i velbloudí krev. Například u pastevců ze severu Keni se velbloudí krev pije s mlékem a slouží jako klíčový zdroj železa, vitamínu D, solí a minerálů.
V arabských státech, zejména ve Spojených arabských emirátech, je velbloudí maso populárnější nežli v Africe. Velbloudí maso zde bývalo nejdůležitějším zdrojem bílkovin. Například v roce 1980 bylo jen ze Súdánu na Blízký východ vyvezeno více než 338 tisíc jatečných velbloudů. Důstojnický klub v Abú Zabí podává velbloudí burger smíchaný s hovězím nebo jehněčím sádlem pro zlepšení textury a chuti.
Velbloudí maso se občas vyskytuje i v australské kuchyni. Například ve městě Alice Springs jsou k dostání lasagne z velbloudího masa. Austrálie je také vývozcem velbloudího masa, které exportuje především na Blízký východ, ale také do Evropy a USA. Velbloudí maso je v Austrálii velmi oblíbené mezi východoafrickými Australany, například Somálci, ale kupují ho i jiná etnika. Divoká povaha chovu těchto zvířat znamená, že produkované maso má jiné kvality, než velbloudí maso z farem v jiných částech světa. Velbloudí maso z Austrálie je vyhledávané, protože je bez chorob. Poptávka převyšuje nabídku a vlády jsou naléhavě vyzývány, aby velbloudy neutrácely, ale aby přesměrovaly náklady na utrácení do rozvoje trhu s velbloudím masem. V Austrálii existuje také sedm mlékáren zpracovávajících velbloudí mléko.
Některá náboženství konzumaci velbloudího masa zakazují. Tento zákaz dodržují hinduisté, Židé, křesťanští Koptové v Egyptě, křesťané v Etiopii, stoupenci zoroastrismu v Íránu a Mandejci. V Somálsku nesmí ženy konzumovat velbloudí srdce a varlata a muži nesmí konzumovat končetiny. Hrb, který obsahuje vysoké množství tuku, se obvykle nabízí jako první mužům.
Raikové, hinduistická kasta chovající velbloudy pro tažné účely v severozápadních indických státech Rádžasthán a Gudžarát, se přísně vyhýbají konzumaci velbloudího masa a velbloudí mléko pijí pouze výjimečně. Původ tohoto tabu není jasný, nelze jej vysvětlit hinduistickým náboženstvím, protože muslimští chovatelé velbloudů v sousední pákistánské provincii Sindh velbloudí maso také nejedí. Naproti tomu v Karáči, hlavním městě provincie Sindh, kde jsou běžně používáni tažní velbloudi, je konzumace velbloudího masa rozšířená. Přednostně se tu porážení starší a nemocná zvířata. Některé místní restaurace připravují z velbloudího masa nirhani.

## Zdravotní rizika spojená s konzumací velbloudího masa
Zpráva z roku 2005, kterou společně vydalo saúdskoarabské ministerstvo zdravotnictví a Centrum pro kontrolu a prevenci nemocí USA, podrobně popisuje čtyři případy lidského dýmějového moru v důsledku požití syrových velbloudích jater.